# Drosophila neorepleta
Drosophila neorepleta este o specie de muște din genul Drosophila, familia Drosophilidae, descrisă de Patterson și Wheeler în anul 1942. Conform Catalogue of Life specia Drosophila neorepleta nu are subspecii cunoscute.